# Skäggöl
Skäggöl är en sjö i Västerviks kommun i Småland och ingår i Marströmmens huvudavrinningsområde.